# Ron Freeman
Ronald John Freeman III, detto Ron (Elizabeth, 12 giugno 1947), è un ex velocista statunitense, specializzato nei 400 metri piani e vincitore di una medaglia d'oro e una di bronzo ai Giochi olimpici di Città del Messico 1968.

## Biografia
Nel 1968 si classificò terzo ai trials di selezione per i Giochi olimpici di Città del Messico e ciò gli consentì di prendere parte sia alla gara olimpica individuale che alla staffetta 4×400 m.
Freeman conquistò la medaglia di bronzo nella gara individuale in cui i suoi connazionali Lee Evans e Larry James scesero per la prima volta al di sotto dei 44". Fu quindi protagonista della corsa in staffetta, correndo la seconda frazione in 43"2 e contribuendo alla vittoria della squadra statunitense con Vincent Matthews, James e Evans. Il record mondiale che stabilirono in quell'occasione rimase imbattuto fino al 1988.
I quattro atleti si presentarono alla premiazione indossando baschi neri e salutarono con il pugno chiuso in segno di solidarietà con il movimento delle Pantere Nere, suscitando ulteriori polemiche dopo l'analogo comportamento tenuto in precedenza da Tommie Smith e John Carlos nella cerimonia di premiazione dei 200 metri.

## Palmarès
| Anno | Manifestazione  | Sede              | Evento      | Risultato | Prestazione | Note                          |
| ---- | --------------- | ----------------- | ----------- | --------- | ----------- | ----------------------------- |
| 1968 | Giochi olimpici | Città del Messico | 400 m piani | Bronzo    | 44"41       | Miglior prestazione personale |
| 1968 | Giochi olimpici | Città del Messico | 4×400 m     | Oro       | 2'56"16     | Record mondiale               |